# فيليب ليفين (سياسي)
فيليب ليفين هو سياسي أمريكي، ولد في 18 فبراير 1962 في بوسطن في الولايات المتحدة. نشط حزبياً في الحزب الديمقراطي.

## وصلات خارجية
- الموقع الرسمي